# Salón Rico
Le Salón Rico ou Salón de Abd al-Rahman III est un palais en ruines situé dans la cité califale de Madinat al-Zahra érigée au Xe siècle par les Omeyyades d'Espagne à 8 km à l'ouest de Cordoue, en Espagne.
Il servait de salle de réception à Abd al-Rahman III, premier calife de Cordoue et fondateur de la cité de Madinat al-Zahra, pour recevoir des délégations officielles et des ambassadeurs étrangers.

## Localisation
Le Salón Rico se dresse dans le secteur oriental du palais califal (ou Alcázar), qui occupe la terrasse la plus élevée de Madinat al-Zahra.
Il est situé immédiatement à l'ouest de Bab al-Sudda, la façade-portique du palais califal (Puerta principal del Alcázar), et au sud du « Dar al-Wuzara » (« Casa de los Visires »,  « Maison des ministres », « Grand salon occidental », « Dar al-Jund » ou « Casa Militar »).

## Historique
Érigée à partir de 936 par le calife omeyyade Abd al-Rahman III, la cité califale de Madinat al-Zahra est détruite et pillée en 1010 lors de la première fitna, guerre civile entre musulmans qui fait suite à l'abdication  en 1009 de Hicham II, dernier calife omeyyade légitime de Cordoue, et qui mènera à la désintégration du califat de Cordoue.
Le Salón Rico a fait l'objet de multiples restaurations, dont la dernière en date a été entamée au début de 2012 avec le soutien financier du World Monuments Fund.

## Architecture
L'édifice possède, comme le Dar al-Wuzara, un plan basilical composé de cinq nefs parallèles, orientées au sud et précédées d'un portique.
Mais le Salón Rico présente un bien meilleur état de conservation que le Dar al-Wuzara : possédant une toiture, il conserve une partie de son exceptionnelle décoration intérieure.
Ses trois nefs centrales sont séparées par des arcades constituées de grands arcs outrepassés aux claveaux rouges et blancs, portés par des colonnes monolithes.
Ces colonnes de marbre, alternativement grises et roses, portent des chapiteaux de style omeyyade, version stylisée du chapiteau corinthien.

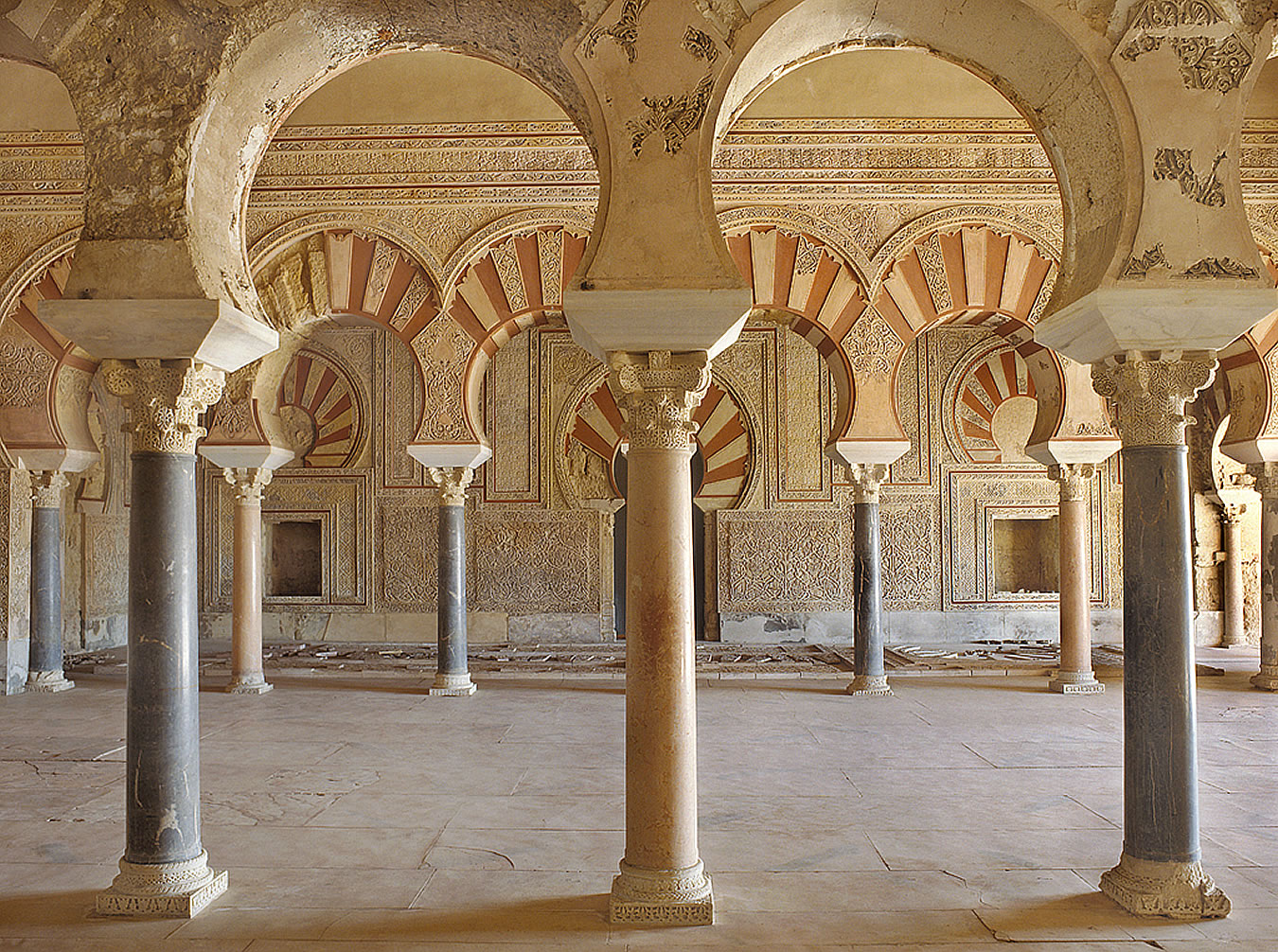
Arcades.
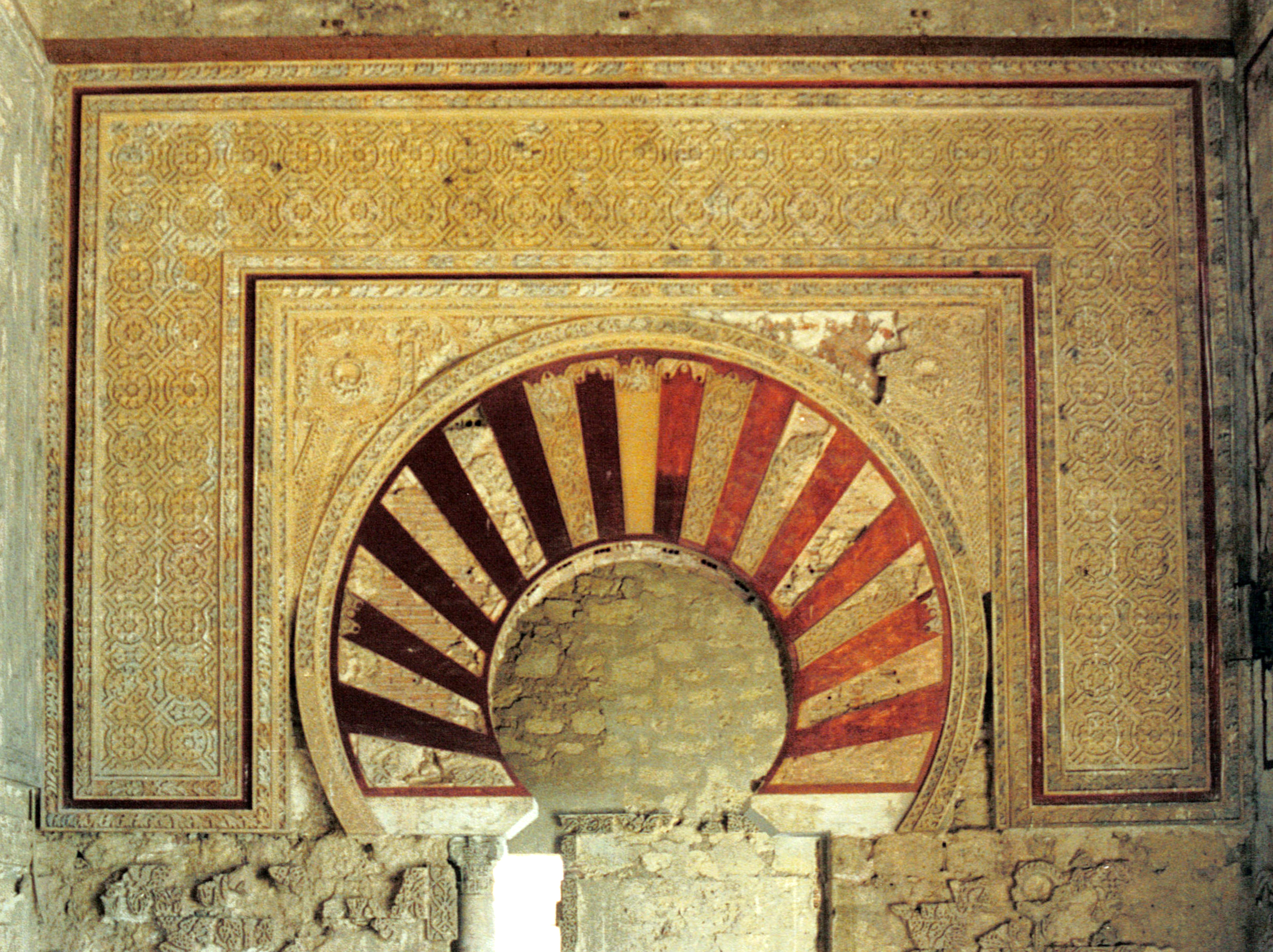
Arc outrepassé du portique.